# Listă de comitate din statul Kentucky

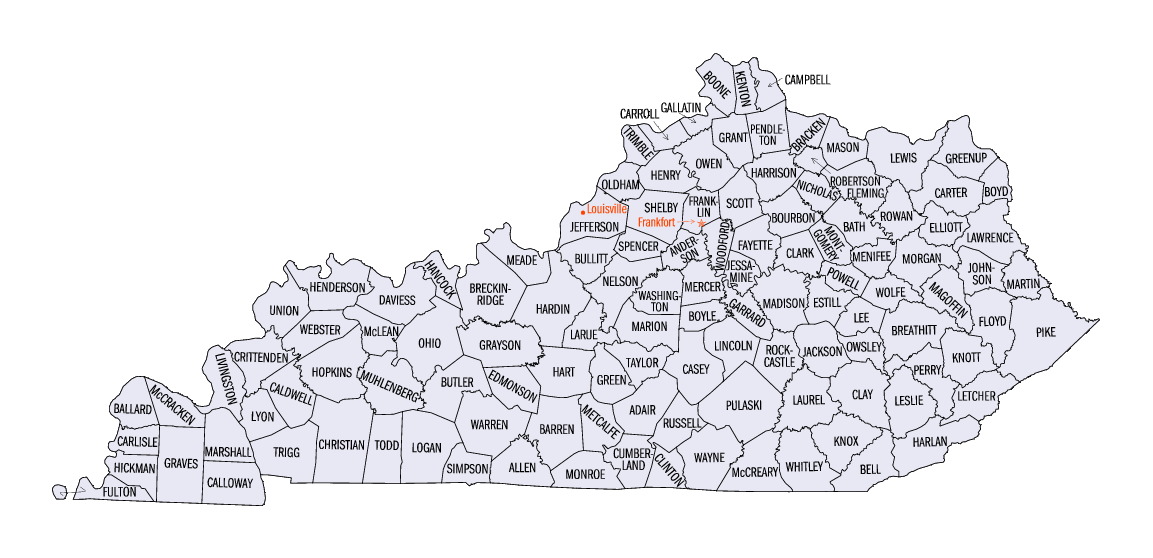
Comitate din statul,
SUA

Harta statului din
SUA.

- Această pagină este o listă de zone de comitate (în engleză county / counties) din statul Kentucky.
- Statul Kentucky este divizat în 120 de comitate.

- Vedeți și Listă de orașe din statul Kentucky.
- Vedeți și Listă de sate din statul Kentucky.
- Vedeți și Listă de districte civile din statul Kentucky.
- Vedeți și Listă de locuri desemnate pentru recensământ din statul Kentucky.
- Vedeți și Listă de comunități neîncorporate din statul Kentucky.
- Vedeți și Listă de zone de teritoriu neorganizat din statul Kentucky.
- Vedeți și Listă de localități dispărute din statul Kentucky.

## Lista comitatelor statului Kentucky

### A, B, C, ... până la W, Y și Z
| Ordin - Cod FIPS                                                 | Comitatul             | Populația 1 iulie 2007 | Sediul                 | Populația 1 iulie 2007 |
| ---------------------------------------------------------------- | --------------------- | ---------------------- | ---------------------- | ---------------------- |
| 001 - 21 - 001 Arhivat în 6 august 2011, la Wayback Machine.     | Adair (c și f)        | 17.830                 | Columbia               | 4.236                  |
| 002 - 21 - 003 Arhivat în 6 iunie 2011, la Wayback Machine.      | Allen (c și f)        | 18.899                 | Scottsville            | 4.545                  |
| 003 - 21 - 005 Arhivat în 6 iunie 2011, la Wayback Machine.      | Anderson (c și f)     | 21.245                 | Lawrenceburg           | 9.926                  |
| 004 - 21 - 007 Arhivat în 6 iunie 2011, la Wayback Machine.      | Ballard (c și f)      | 8.307                  | Wickliffe              | 793                    |
| 005 - 21 - 009 Arhivat în 6 august 2011, la Wayback Machine.     | Barren (c și f)       | 41.184                 | Glasgow                | 14.202                 |
| 006 - 21 - 011 Arhivat în 7 iunie 2011, la Wayback Machine.      | Bath (c și f)         | 11.592                 | Owingsville            | 1.570                  |
| 007 - 21 - 013 Arhivat în 6 august 2011, la Wayback Machine.     | Bell (c și f)         | 28.987                 | Pineville              | 1.980                  |
| 008 - 21 - 015 Arhivat în 7 iunie 2011, la Wayback Machine.      | Boone (c și f)        | 112.459                | Burlington             | 13.932                 |
| 009 - 21 - 017 Arhivat în 7 iunie 2011, la Wayback Machine.      | Bourbon (c și f)      | 19.756                 | Paris                  | 9.260                  |
| 010 - 21 - 019 Arhivat în 28 iulie 2011, la Wayback Machine.     | Boyd (c și f)         | 48.481                 | Catlettsburg           | 1.966                  |
| 011 - 21 - 021 Arhivat în 7 iunie 2011, la Wayback Machine.      | Boyle (c și f)        | 28.664                 | Danville               | 15.441                 |
| 012 - 21 - 023 Arhivat în 7 iunie 2011, la Wayback Machine.      | Bracken (c și f)      | 8.574                  | Brooksville            | 568                    |
| 013 - 21 - 025 Arhivat în 7 iunie 2011, la Wayback Machine.      | Breathitt (c și f)    | 15.651                 | Jackson                | 2.371                  |
| 014 - 21 - 027 Arhivat în 7 iunie 2011, la Wayback Machine.      | Breckenridge (c și f) | 19.086                 | Hardinsburg            | 2.431                  |
| 015 - 21 - 029 Arhivat în 7 iunie 2011, la Wayback Machine.      | Bullitt (c și f)      | 73.931                 | Shepherdsville         | 9.111                  |
| 016 - 21 - 031 Arhivat în 7 iunie 2011, la Wayback Machine.      | Butler (c și f)       | 13.256                 | Morgantown             | 2.568                  |
| 017 - 21 - 033 Arhivat în 28 iulie 2011, la Wayback Machine.     | Caldwell (c și f)     | 12.769                 | Princeton              | 6.350                  |
| 018 - 21 - 035 Arhivat în 7 iunie 2011, la Wayback Machine.      | Calloway (c și f)     | 36.189                 | Murray                 | 16.339                 |
| 019 - 21 - 037 Arhivat în 28 iulie 2011, la Wayback Machine.     | Campbell (c și f)     | 86.858                 | Alexandria Newport     | 8.477 15.580           |
| 020 - 21 - 039 Arhivat în 7 iunie 2011, la Wayback Machine.      | Carlisle (c și f)     | 5.166                  | Bardwell               | 769                    |
| 021 - 21 - 041 Arhivat în 7 iunie 2011, la Wayback Machine.      | Carroll (c și f)      | 10.527                 | Carrollton             | 3.887                  |
| 022 - 21 - 043 Arhivat în 6 august 2011, la Wayback Machine.     | Carter (c și f)       | 27.424                 | Grayson                | 3.991                  |
| 023 - 21 - 045 Arhivat în 7 iunie 2011, la Wayback Machine.      | Casey (c și f)        | 16.169                 | Liberty                | 1.880                  |
| 024 - 21 - 047 Arhivat în 7 iunie 2011, la Wayback Machine.      | Christian (c și f)    | 80.868                 | Hopkinsville           | 31.638                 |
| 025 - 21 - 049 Arhivat în 7 iunie 2011, la Wayback Machine.      | Clark (c și f)        | 35.550                 | Winchester             | 16.572                 |
| 026 - 21 - 051 Arhivat în 28 iulie 2011, la Wayback Machine.     | Clay (c și f)         | 23.730                 | Manchester             | 1.933                  |
| 027 - 21 - 053 Arhivat în 7 iunie 2011, la Wayback Machine.      | Clinton (c și f)      | 9.536                  | Albany                 | 2.305                  |
| 028 - 21 - 055 Arhivat în 6 august 2011, la Wayback Machine.     | Crittenden (c și f)   | 9.130                  | Marion                 | 3.069                  |
| 029 - 21 - 057 Arhivat în 7 iunie 2011, la Wayback Machine.      | Cumberland (c și f)   | 6.876                  | Burkesville            | 1.693                  |
| 030 - 21 - 059 Arhivat în 7 iunie 2011, la Wayback Machine.      | Daviess (c și f)      | 93.756                 | Owensboro              | 55.398                 |
| 031 - 21 - 061 Arhivat în 7 iunie 2011, la Wayback Machine.      | Edmonson (c și f)     | 11.978                 | Brownsville            | 1.035                  |
| 032 - 21 - 063 Arhivat în 7 iunie 2011, la Wayback Machine.      | Elliott (c și f)      | 7.139                  | Sandy Hook             | 710                    |
| 033 - 21 - 065 Arhivat în 7 iunie 2011, la Wayback Machine.      | Estill (c și f)       | 14.975                 | Irvine                 | 2.678                  |
| 034 - 21 - 067 Arhivat în 6 iunie 2011, la Wayback Machine.      | Fayette (c și f)      | 279.044                | Lexington              | 279.044                |
| 035 - 21 - 069 Arhivat în 7 iunie 2011, la Wayback Machine.      | Fleming (c și f)      | 14.695                 | Flemingsburg           | 2.673                  |
| 036 - 21 - 071 Arhivat în 7 iunie 2011, la Wayback Machine.      | Floyd (c și f)        | 42.021                 | Prestonsburg           | 3.846                  |
| 037 - 21 - 073 Arhivat în 6 iunie 2011, la Wayback Machine.      | Franklin (c și f)     | 48.425                 | Frankfort              | 27.098                 |
| 038 - 21 - 075 Arhivat în 6 iunie 2011, la Wayback Machine.      | Fulton (c și f)       | 6.795                  | Hickman                | 2.227                  |
| 039 - 21 - 077 Arhivat în 7 iunie 2011, la Wayback Machine.      | Gallatin (c și f)     | 8.035                  | Warsaw                 | 1.803                  |
| 040 - 21 - 079 Arhivat în 7 iunie 2011, la Wayback Machine.      | Garrard (c și f)      | 17.041                 | Lancaster              | 4.395                  |
| 041 - 21 - 081 Arhivat în 7 iunie 2011, la Wayback Machine.      | Grant (c și f)        | 25.161                 | Williamstown           | 3.486                  |
| 042 - 21 - 083 Arhivat în 7 iunie 2011, la Wayback Machine.      | Graves (c și f)       | 37.557                 | Mayfield               | 10.225                 |
| 043 - 21 - 085 Arhivat în 7 iunie 2011, la Wayback Machine.      | Grayson (c și f)      | 25.356                 | Leitchfield            | 6.504                  |
| 044 - 21 - 087 Arhivat în 7 iunie 2011, la Wayback Machine.      | Green (c și f)        | 11.572                 | Greensburg             | 2.395                  |
| 045 - 21 - 089 Arhivat în 14 iulie 2011, la Wayback Machine.     | Greenup (c și f)      | 37.270                 | Greenup                | 1.185                  |
| 046 - 21 - 091 Arhivat în 7 iunie 2011, la Wayback Machine.      | Hancock (c și f)      | 8617                   | Hawesville             | 978                    |
| 047 - 21 - 093 Arhivat în 7 iunie 2011, la Wayback Machine.      | Hardin (c și f)       | 97.949                 | Elizabethtown          | 23.777                 |
| 048 - 21 - 095 Arhivat în 6 iunie 2011, la Wayback Machine.      | Harlan (c și f)       | 31.065                 | Harlan                 | 1.880                  |
| 049 - 21 - 097 Arhivat în 7 iunie 2011, la Wayback Machine.      | Harrison (c și f)     | 18.552                 | Cynthiana              | 6.272                  |
| 050 - 21 - 099 Arhivat în 7 iunie 2011, la Wayback Machine.      | Hart (c și f)         | 18.409                 | Munfordville           | 1.601                  |
| 051 - 21 - 101 Arhivat în 7 iunie 2011, la Wayback Machine.      | Henderson (c și f)    | 45.296                 | Henderson              | 27.768                 |
| 052 - 21 - 103 Arhivat în 7 iunie 2011, la Wayback Machine.      | Henry (c și f)        | 15.711                 | New Castle             | 910                    |
| 053 - 21 - 105 Arhivat în 7 iunie 2011, la Wayback Machine.      | Hickman (c și f)      | 4.938                  | Clinton                | 1.331                  |
| 054 - 21 - 107 Arhivat în 28 iulie 2011, la Wayback Machine.     | Hopkins (c și f)      | 46.286                 | Madisonville           | 19.076                 |
| 055 - 21 - 109 Arhivat în 7 iunie 2011, la Wayback Machine.      | Jackson (c și f)      | 13.586                 | McKee                  | 854                    |
| 056 - 21 - 111 Arhivat în 6 iunie 2011, la Wayback Machine.      | Jefferson (c și f)    | 709.264                | Louisville             | 557.789                |
| 057 - 21 - 113 Arhivat în 7 iunie 2011, la Wayback Machine.      | Jessamine (c și f)    | 45.555                 | Nicholasville          | 25.854                 |
| 058 - 21 - 115 Arhivat în 6 iunie 2011, la Wayback Machine.      | Johnson (c și f)      | 24.012                 | Paintsville            | 4.108                  |
| 059 - 21 - 117 Arhivat în 7 iunie 2011, la Wayback Machine.      | Kenton (c și f)       | 156.675                | Covington Independence | 43.062 21.202          |
| 060 - 21 - 119 Arhivat în 7 iunie 2011, la Wayback Machine.      | Knott (c și f)        | 17.280                 | Hindman                | 759                    |
| 061 - 21 - 121 Arhivat în 7 iunie 2011, la Wayback Machine.      | Knox (c și f)         | 32.528                 | Barbourville           | 3.576                  |
| 062 - 21 - 123 Arhivat în 8 decembrie 2015, la Wayback Machine.  | LaRue (c și f)        | 13.661                 | Hodgenville            | 2.779                  |
| 063 - 21 - 125 Arhivat în 7 iunie 2011, la Wayback Machine.      | Laurel (c și f)       | 57.351                 | London                 | 7.933                  |
| 064 - 21 - 127 Arhivat în 7 iunie 2011, la Wayback Machine.      | Lawrence (c și f)     | 16.322                 | Louisa                 | 2.071                  |
| 065 - 21 - 129 Arhivat în 7 iunie 2011, la Wayback Machine.      | Lee (c și f)          | 7.441                  | Beattyville            | 1.113                  |
| 066 - 21 - 131 Arhivat în 12 august 2011, la Wayback Machine.    | Leslie (c și f)       | 11.777                 | Hyden                  | 193                    |
| 067 - 21 - 133 Arhivat în 7 iunie 2011, la Wayback Machine.      | Letcher (c și f)      | 24.014                 | Whitesburg             | 1.489                  |
| 068 - 21 - 135 Arhivat în 6 august 2011, la Wayback Machine.     | Lewis (c și f)        | 13.885                 | Vanceburg              | 1.707                  |
| 069 - 21 - 137 Arhivat în 6 iunie 2011, la Wayback Machine.      | Lincoln (c și f)      | 25.245                 | Stanford               | 3.433                  |
| 070 - 21 - 139 Arhivat în 7 iunie 2011, la Wayback Machine.      | Livingston (c și f)   | 9.610                  | Smithland              | 389                    |
| 071 - 21 - 141 Arhivat în 7 iunie 2011, la Wayback Machine.      | Logan (c și f)        | 27.129                 | Russellville           | 7.275                  |
| 072 - 21 - 143 Arhivat în 7 iunie 2011, la Wayback Machine.      | Lyon (c și f)         | 8.253                  | Eddyville              | 2.406                  |
| 073 - 21 - 145 Arhivat în 7 iunie 2011, la Wayback Machine.      | Madison (c și f)      | 81.103                 | Richmond               | 32.333                 |
| 074 - 21 - 147 Arhivat în 7 iunie 2011, la Wayback Machine.      | Magoffin (c și f)     | 13.186                 | Salyersville           | 1.572                  |
| 075 - 21 - 149 Arhivat în 13 august 2011, la Wayback Machine.    | Marion (c și f)       | 18.933                 | Lebanon                | 5.931                  |
| 076 - 21 - 151 Arhivat în 7 iunie 2011, la Wayback Machine.      | Marshall (c și f)     | 31.258                 | Benton                 | 4.380                  |
| 077 - 21 - 153 Arhivat în 7 iunie 2011, la Wayback Machine.      | Martin (c și f)       | 11.644                 | Inez                   | 436                    |
| 078 - 21 - 155 Arhivat în 7 iunie 2011, la Wayback Machine.      | Mason (c și f)        | 17.190                 | Maysville              | 9.159                  |
| 079 - 21 - 157 Arhivat în 7 iunie 2011, la Wayback Machine.      | McCracken (c și f)    | 64.765                 | Paducah                | 25.539                 |
| 080 - 21 - 159 Arhivat în 7 iunie 2011, la Wayback Machine.      | McCreary (c și f)     | 17.326                 | Whitley City           | 1.127                  |
| 081 - 21 - 161 Arhivat în 11 august 2011, la Wayback Machine.    | McLean (c și f)       | 9.731                  | Calhoun                | 795                    |
| 082 - 21 - 163 Arhivat în 7 iunie 2011, la Wayback Machine.      | Meade (c și f)        | 27.270                 | Brandenburg            | 2.157                  |
| 083 - 21 - 165 Arhivat în 7 iunie 2011, la Wayback Machine.      | Menifee (c și f)      | 6.764                  | Frenchburg             | 564                    |
| 084 - 21 - 167 Arhivat în 25 iunie 2011, la Wayback Machine.     | Mercer (c și f)       | 21.814                 | Harrodsburg            | 8.165                  |
| 085 - 21 - 169 Arhivat în 7 iunie 2011, la Wayback Machine.      | Metcalfe (c și f)     | 10.268                 | Edmonton               | 1.638                  |
| 086 - 21 - 171 Arhivat în 7 iunie 2011, la Wayback Machine.      | Monroe (c și f)       | 11.663                 | Tompkinsville          | 2.634                  |
| 087 - 21 - 173 Arhivat în 7 iunie 2011, la Wayback Machine.      | Montgomery (c și f)   | 25.228                 | Mount Sterling         | 6.782                  |
| 088 - 21 - 175 Arhivat în 7 iunie 2011, la Wayback Machine.      | Morgan (c și f)       | 14.236                 | West Liberty           | 3.338                  |
| 089 - 21 - 177 Arhivat în 7 iunie 2011, la Wayback Machine.      | Muhlenberg (c și f)   | 31.341                 | Greenville             | 4.252                  |
| 090 - 21 - 179 Arhivat în 7 iunie 2011, la Wayback Machine.      | Nelson (c și f)       | 42.517                 | Bardstown              | 11.150                 |
| 091 - 21 - 181 Arhivat în 7 iunie 2011, la Wayback Machine.      | Nicholas (c și f)     | 6.889                  | Carlisle               | 2.104                  |
| 092 - 21 - 183 Arhivat în 7 iunie 2011, la Wayback Machine.      | Ohio (c și f)         | 23.560                 | Hartford               | 2.641                  |
| 093 - 21 - 185 Arhivat în 28 iulie 2011, la Wayback Machine.     | Oldham (c și f)       | 55.935                 | La Grange              | 6.290                  |
| 094 - 21 - 187 Arhivat în 7 iunie 2011, la Wayback Machine.      | Owen (c și f)         | 11.390                 | Owenton                | 1.476                  |
| 095 - 21 - 189 Arhivat în 7 iunie 2011, la Wayback Machine.      | Owsley (c și f)       | 4.613                  | Booneville             | 147                    |
| 096 - 21 - 191 Arhivat în 7 iunie 2011, la Wayback Machine.      | Pendleton (c și f)    | 15.058                 | Falmouth               | 2.076                  |
| 097 - 21 - 193 Arhivat în 13 august 2011, la Wayback Machine.    | Perry (c și f)        | 29.213                 | Hazard                 | 4.789                  |
| 098 - 21 - 195 Arhivat în 16 iulie 2011, la Wayback Machine.     | Pike (c și f)         | 65.544                 | Pikeville              | 6.288                  |
| 099 - 21 - 197 Arhivat în 7 iunie 2011, la Wayback Machine.      | Powell (c și f)       | 13.811                 | Stanton                | 3.137                  |
| 100 - 21 - 199 Arhivat în 17 ianuarie 2016, la Wayback Machine.  | Pulaski (c și f)      | 60.148                 | Somerset               | 12.320                 |
| 101 - 21 - 201 Arhivat în 7 iunie 2011, la Wayback Machine.      | Robertson (c și f)    | 2.202                  | Mount Olivet           | 277                    |
| 102 - 21 - 203 Arhivat în 7 iunie 2011, la Wayback Machine.      | Rockcastle (c și f)   | 16.687                 | Mount Vernon           | 2.595                  |
| 103 - 21 - 205 Arhivat în 10 august 2011, la Wayback Machine.    | Rowan (c și f)        | 22.559                 | Morehead               | 7.642                  |
| 104 - 21 - 207 Arhivat în 15 iulie 2011, la Wayback Machine.     | Russell (c și f)      | 17.140                 | Jamestown              | 1.728                  |
| 105 - 21 - 209 Arhivat în 7 iunie 2011, la Wayback Machine.      | Scott (c și f)        | 42.954                 | Georgetown             | 21.074                 |
| 106 - 21 - 211 Arhivat în 11 iulie 2011, la Wayback Machine.     | Shelby (c și f)       | 40.458                 | Shelbyville            | 11.173                 |
| 107 - 21 - 213 Arhivat în 12 august 2011, la Wayback Machine.    | Simpson (c și f)      | 17.070                 | Franklin               | 8.019                  |
| 108 - 21 - 215 Arhivat în 7 iunie 2011, la Wayback Machine.      | Spencer (c și f)      | 16.837                 | Taylorsville           | 1.208                  |
| 109 - 21 - 217 Arhivat în 7 iunie 2011, la Wayback Machine.      | Taylor (c și f)       | 23.917                 | Campbellsville         | 10.947                 |
| 110 - 21 - 219 Arhivat în 7 iunie 2011, la Wayback Machine.      | Todd (c și f)         | 12.044                 | Elkton                 | 1.961                  |
| 111 - 21 - 221 Arhivat în 22 decembrie 2015, la Wayback Machine. | Trigg (c și f)        | 13.401                 | Cadiz                  | 2.596                  |
| 112 - 21 - 223 Arhivat în 7 iunie 2011, la Wayback Machine.      | Trimble (c și f)      | 8.983                  | Bedford                | 741                    |
| 113 - 21 - 225 Arhivat în 12 august 2011, la Wayback Machine.    | Union (c și f)        | 15.092                 | Morganfield            | 3.310                  |
| 114 - 21 - 227 Arhivat în 6 august 2011, la Wayback Machine.     | Warren (c și f)       | 104.023                | Bowling Green          | 54.244                 |
| 115 - 21 - 229 Arhivat în 12 august 2011, la Wayback Machine.    | Washington (c și f)   | 11.558                 | Springfield            | 2.863                  |
| 116 - 21 - 231 Arhivat în 7 iunie 2011, la Wayback Machine.      | Wayne (c și f)        | 20.637                 | Monticello             | 6.169                  |
| 117 - 21 - 233 Arhivat în 28 iulie 2011, la Wayback Machine.     | Webster (c și f)      | 13.890                 | Dixon                  | 620                    |
| 118 - 21 - 235 Arhivat în 17 iulie 2011, la Wayback Machine.     | Whitley (c și f)      | 38.342                 | Williamsburg           | 5.180                  |
| 119 - 21 - 237 Arhivat în 7 iunie 2011, la Wayback Machine.      | Wolfe (c și f)        | 7.043                  | Campton                | 408                    |
| 120 - 21 - 239 Arhivat în 7 iunie 2011, la Wayback Machine.      | Woodford (c și f)     | 24.314                 | Versailles             | 7.818                  |

## Alte legături interne
- Categorie:Liste de comitate din Statele Unite după stat
- Categorie:Liste de orașe din Statele Unite după stat
- Categorie:Liste de târguri din Statele Unite după stat
- Categorie:Liste de districte civile din Statele Unite după stat
- Categorie:Liste de sate din Statele Unite după stat
- Categorie:Liste de comunități desemnate pentru recensământ din Statele Unite după stat
- Categorie:Liste de comunități neîncorporate din Statele Unite după stat
- Categorie:Liste de localități dispărute din Statele Unite după stat
- Categorie:Liste de rezervații amerindiene din Statele Unite după stat
- Categorie:Liste de zone de teritoriu neorganizat din Statele Unite după stat

respectiv
- Listă de comitate din statul Missouri
- Listă de orașe din statul Missouri
- Listă de districte civile din statul Missouri
- Listă de sate din statul Missouri
- Listă de locuri desemnate pentru recensământ din statul Missouri
- Listă de comunități neîncorporate din statul Missouri
- Listă de zone de teritoriu neorganizat din statul Missouri
- Listă de localități dispărute din statul Missouri